# 1907 en Italie
Chronologie de l'Italie
- 1903
- 1904
- 1905
- 1906
- 1907
- 1908
- 1909
- 1910
- 1911

## Événements
- 6 janvier : Maria Montessori crée à Rome la première Casa dei Bambini (it)[1].
- 15 avril : le Banco di Roma s’installe en Tripolitaine[2] avec un ambitieux programme financier et industriel : achat de terrains, promotion d’entreprises, création d’une clientèle pro-italienne par une politique d’emprunts[3].
- 7 juillet : loi sur le repos hebdomadaire[4].

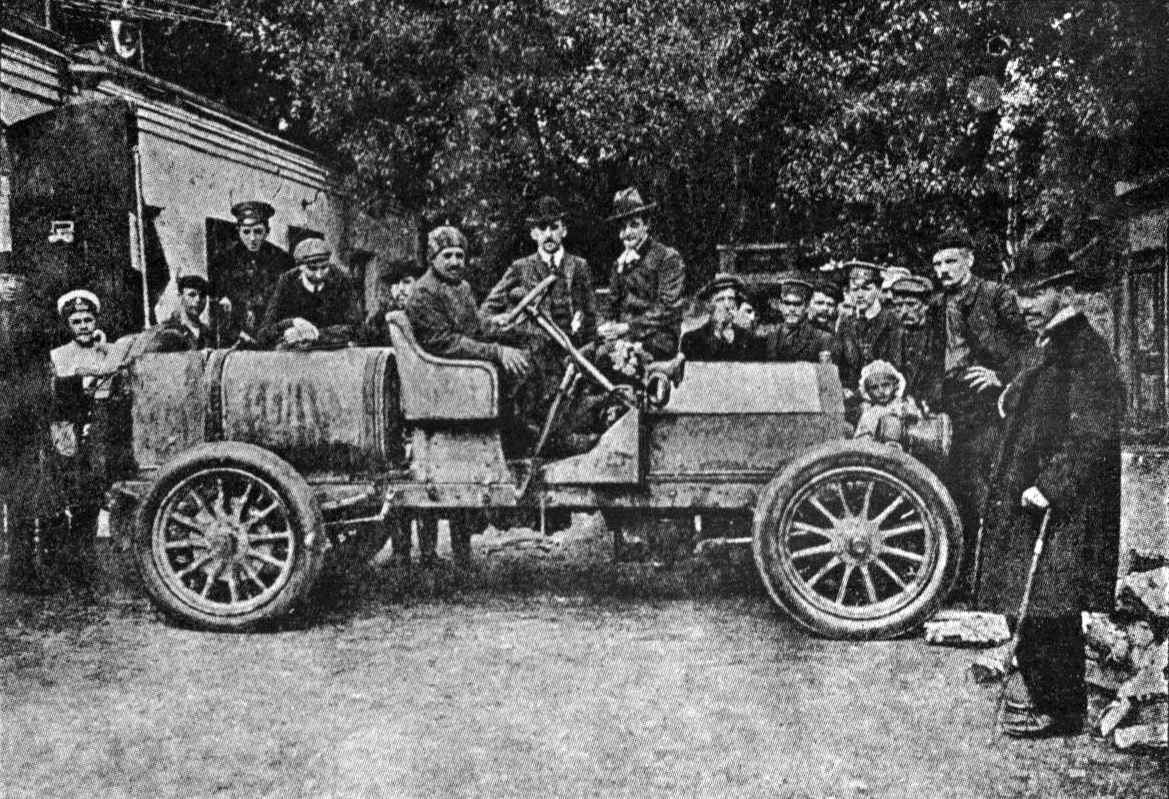
L'Itala 35-45 HP utilisée par Borghese pour le Pékin-Paris.

- 10 août : le prince Scipione Borghese et son mécanicien Ettore Guizardi, accompagné du journaliste Luigi Barzini, remportent la course automobile Pékin-Paris[5].
- 8 septembre : avec l’encyclique Pascendi Dominici gregis, le pape Pie X confirme la condamnation du modernisme[6].
- 23 octobre : séisme en Calabre[7].

## Culture

### Films italiens sortis en 1907
- Il fornaretto di Venezia.
- Garibaldi.

## Naissances en 1907
- 21 novembre : Giorgio Amendola, écrivain et homme politique, député pour le Parti communiste italien de 1948 jusqu'à sa mort en 1980. († 5 juin 1980)
- 28 novembre : Alberto Moravia, écrivain. († 26 septembre 1990)
- 10 décembre : Amedeo Nazzari (Amedeo Buffa), acteur. († 5 novembre 1979)
- 16 décembre : Gabriel Allegra, prêtre et bibliste, appartenant à l'Ordre des frères mineurs, connu pour être le premier à traduire l'intégralité de la Bible en chinois[8],[9], béatifié en 2012 par le pape Benoît XVI[10],[11]. († 26 janvier 1976)

## Décès en 1907
- 21 janvier : Graziadio Isaia Ascoli, 77 ans, linguiste et patriote de l'Unité italienne, sénateur lors de la XVIe législature du royaume d'Italie. (° 16 juillet 1829)
- 26 avril : Pietro Platania, 79 ans, compositeur de la fin du XIXe siècle et du début du XXe siècle. (° 5 avril 1828)
- 31 mai : Francesco Siacci, 68 ans, mathématicien et un ingénieur militaire, expert en balistique. (° 20 avril 1839)
- 21 novembre : Gaetano Braga, 78 ans, violoncelliste et compositeur de la période romantique, auteur de pièces pour son instrument, ainsi que d’opéras. (° 9 juin 1829)